# Telamonia formosa
Telamonia formosa är en spindelart som först beskrevs av Simon 1902.  Telamonia formosa ingår i släktet Telamonia och familjen hoppspindlar. Inga underarter finns listade i Catalogue of Life.